# Барбоза де Карвальо, Пауло Витор
Пауло Витор Барбоза де Карвальо (порт. Paulo Vítor Barbosa de Carvalho; род. 7 июня 1957, Белен), более известный как Пауло Витор — бразильский футболист, выступавший на позиции вратаря. Наиболее известен по выступлениям в клубе «Флуминенсе», в составе которого становился неоднократным победителем Лиги Кариока, а также в составе национальной сборной Бразилии.

## Клубная карьера
Пауло Витор родился в Белене, где в 1974 году начал выступать на профессиональном уровне за команду СЕУБ. В 1977 году стал игроком клуба «Операрио», а в 1978 году играл в составе «Бразилиа» и «Вила-Нова». С 1979 по 1980 Пауло Витор играл в составе «Витории» из Эспирита-Санту.
В 1981 году Пауло Витор стал игроком клуба «Флуминенсе» из Рио-де-Жанейро. В составе одной из самых титулованных бразильских команд футболист трижды подряд в 1983, 1984 и 1985 годах выигрывал Лигу Кариока, а в 1984 году стал победителем чемпионата страны.
В 1988 году Пауло Витор перешел в «Америку», а в следующем году стал игроком клуба «Коритиба». С 1990 по 1991 года футболист защищал ворота клуба «Спорт Ресифи», а до конца 1991 года играл в «Сан-Жозе». В 1992 году Пауло Витор играл в составе «Ремо», а в 1993 году в клубе «Пайсанду» из Белена. Последним клубом футболиста стал «Волта-Редонда», за который он играл в течение 1994 года.

## Карьера за сборную
В 1984 году Пауло Витор дебютировал в составе сборной Бразилии. В составе сборной являлся участником чемпионата мира 1986 года в Мексике, на котором все матчи провёл на скамейке запасных. Всего за национальную команду провел 8 матчей и пропустил 4 гола.